# 2017년 영국 총선
2017년 영국 총선은 총 650석의 영국 하원 의원들을 선출하기 위해 2017년 6월 8일 시행되었다. 애초 지난 총선으로부터 5년 주기가 되는 2020년 5월 전후에 시행될 것으로 예상되었으나, 테리사 메이 총리가 브렉시트 절차에 국민의 신임과 안정적 의석 확보를 위한 조기 총선을 선언하였다. 이후 2011년 고정임기 의회법 조항에 따라, 2017년 4월 17일 의회의 조기총선 동의안이 522대 13표로 통과하면서 조기 총선이 확정되었다.
브렉시트 절차에 힘을 싣기 위한 것이 조기 총선의 목적이었으므로, 선거운동의 주요 의제는 브렉시트 협상이었다. 여기에 보수당은 이른바 '강한 브렉시트'를, 노동당의 코빈 대표는 '소프트 브렉시트'를, 자유민주당은 브렉시트 중단을 표방하며 시각차를 달리 했다. 그러나 선거 후반에 터진 맨체스터 아레나 테러와 런던 브리지 테러로 선거 운동이 두차례씩 잠시 중단되었고, 테러 방지와 안보 문제가 주요 의제로 급부상하였다.
선거 초반만 하더라도 여론조사 결과는 보수당의 압도적인 우세로 이전보다 더 큰 의석을 차지할 것이라는 전망이 컸다. 하지만 보수당의 노인 복지 예산 삭감 발표와 동시에 노동당의 공약 발표에 대한 대중의 호응으로 보수당 지지율이 큰 폭으로 떨어지게 되면서, 양당간 지지율 격차는 10%에서 1% 격차까지 줄어들었다. 이에 정치평론계에서는 보수당의 국정 동력 약화는 물론 소수당으로서의 보수당 내각, 심지어는 정권 교체로 노동당 내각이 설립될 수도 있다는 예측까지 나왔다.

## 선거제도
영국은 다수대표제, 소선거구제를 통해 각 선거구마다 하원의 국회의원 1인을 선출한다. 한 정당이 원내에서 과반 의석을 얻으면 그 정당은 정부를 수립할 수 있으며, 당 대표는 총리가 된다. 선거 결과가 어느 정당도 과반 의석을 얻지 못한 것으로 드러나면 헝 의회 상태가 된다. 이 경우 정부는 소수당 정부가 되거나 연립 정부의 형태로 수립된다.
제6차 웨스트민스터 선거구 정례검토가 처음 일정을 바꿔 2018년까지 기한을 연기하고 그 동안에는 선거구 개편안 발표를 하지 않기로 했기 때문에, 이번 총선은 기존의 선거구에 따라 치러지게 되며, 지난 2015년 총선의 선거구별 결과와 직접 대조가 가능해졌다.

### 투표 자격
총선에 투표하기 위해서는 다음 자격을 갖춰야 한다.
- 선거 등록인으로 신고되어 있고
- 투표일 당일 만 18세 이상이어야 하며
- 영국, 아일랜드, 영연방 국적을 가진 시민이고
- 영국 내에 주소를 두고 있는 주민 (혹은 지난 15년간 영국에서 투표 등록을 한 전력이 있는 재외 영국 국민)인 동시에
- 법적으로 투표 제한을 받지 않은 경우 (구치소나 정신병원에 수감중이거나, 대체로 불법을 저질러 다른 방식으로 구금된 수형자[5] 혹은 명백한 부정·불법 행위로 유죄 판결을 받은 사람[6]).

개인 유권자는 투표일 전 2017년 5월 22일 평일 자정 12시까지 유권자 등록을 해야 한다. 익명 유권자의 자격을 얻은 유권자는 2017년 5월 31일 자정까지 등록이 가능하다. 주소지가 두 곳인 사람 (학기중 주소가 있는 대학생과 휴일동안 원래 집에 머무는 사람)의 경우, 두 주소가 같은 선거구에 있지 않는 이상 어느쪽 주소든 등록을 할 수 있으나, 총선 당일에는 반드시 한 선거구에서만 투표해야 한다.
5월 18일, 《인디펜던트》는 조기 총선이 발표된 4월 18일 이후 집계된 만 18세에서 35세 사이의 투표 등록자가 1100만 명을 넘어섰다고 보도했다. 이중에서 만 25세 인구수는 591,730명으로 조사되었다.

## 선거 날짜

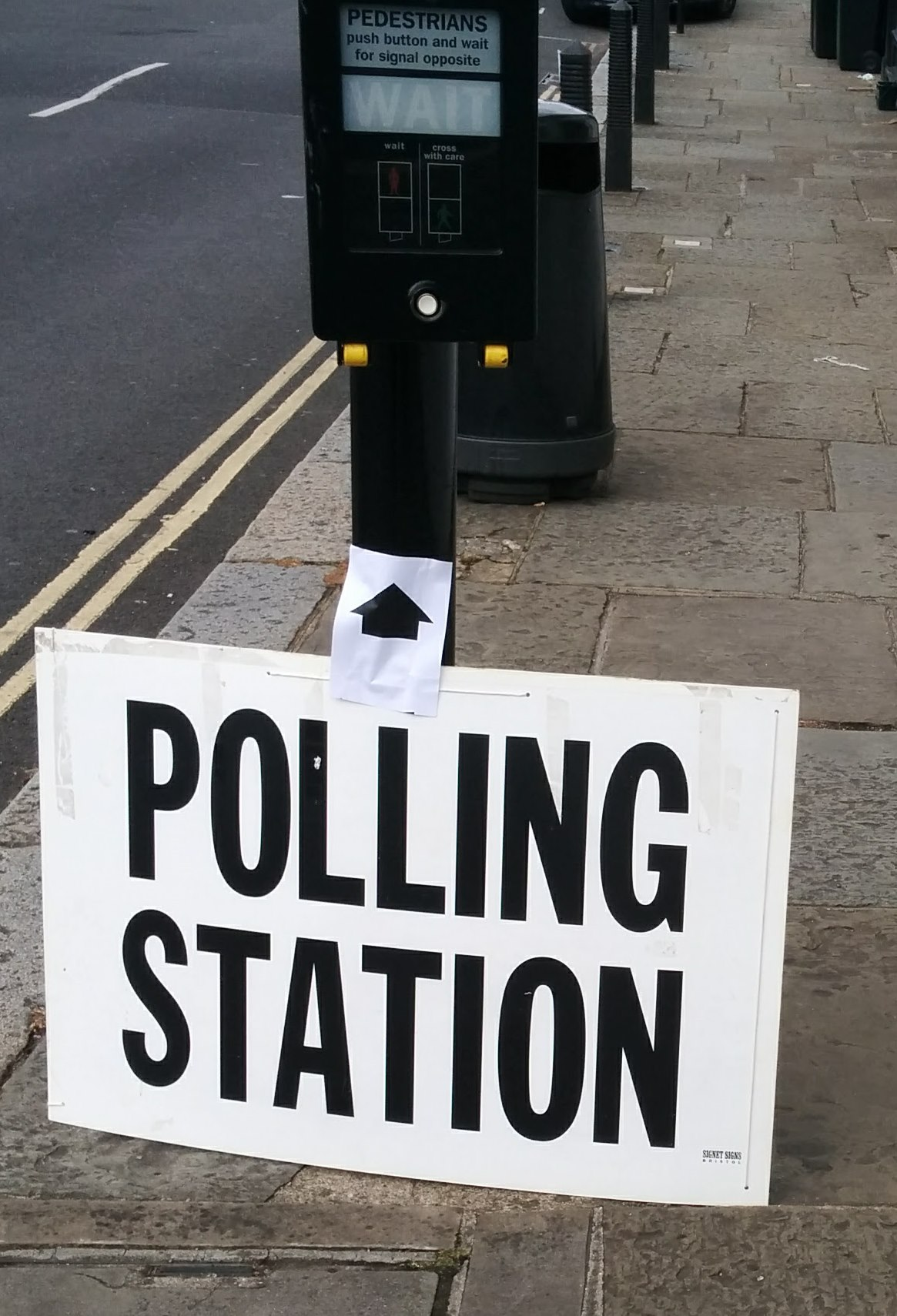
투표 당일 홀본 세인트판크라스 지역구의 투표소 방향 표지판

2011년 고정임기 의회법 제정으로 영국 의회의 임기를 고정시키는 제도가 도입되었다. 이에 따라 2015년 5월 7일 총선을 기점으로 매 5년마다 선거가 치러지도록 하였다. 한편, 영국 총리는 의회 임기 5년 만료 전에 의회를 해산시킬 수 있는 왕실 특권 조항을 통해 조기 총선을 치를 수 있다. 고정임기 의회법은 이에 대해 하원 내에서 3분의 2에 달하는 찬성표로 의회 해산안이 통과될 경우에만 의회 해산을 허용하도록 했다.
2017년 4월 18일 테리사 메이 총리는 오는 2017년 6월 8일에 총선을 치르겠다고 발표했다. 그전까지 메이 총리는 조기 총선을 요청할 계획이 없다는 입장을 밝혀 왔었다. 총리의 공식 요청에 따라 4월 19일 하원 동의안이 상정되어 표결이 이뤄졌는데, 찬성 522표, 반대 13표의 509표차로 의원 정족수 3분의 2를 만족하면서 동의안이 최종 통과되었다. 집권당인 보수당은 물론 노동당, 자유민주당, 녹색당이 동의안에 찬성하였고, 스코틀랜드 국민당은 기권했다. 노동당 의원 9명과 민주사회노동당 의원 1명, 무소속 3명 (실비아 허먼과 내털리 맥게리·미셸 톰슨 전 스코틀랜드 국민당 의원)은 동의안에 반대표를 던졌다.
제레미 코빈 노동당 대표를 비롯해 팀 패런 자유민주당 대표, 니컬라 스터전 스코틀랜드 국민당 대표, 녹색당은 조기 총선 개최를 지지했다. 폴 누털 영국독립당 대표와 카윈 존스 웨일스 장관은 선거 시점을 두고, 야당인 노동당이 뚜렷한 하락세를 보인 것에 대한 메이 총리의 편의주의적 행태라며 비판했다.

### 일정표
선거의 주요 일정표는 다음과 같다 (모든 시간은 영국 서머타임 표준시 기준).
| 4월 18일 | 테리사 메이 총리의 조기 총선 의향 선언.                                         |
| 4월 19일 | 의회 해산 동의안 표결.                                                          |
| 4월 22일 | 선거전 기간 (퍼다) 개시.                                                        |
| 4월 27일 | 의회 정회                                                                       |
| 5월 3일  | 의회 해산 및 '단기' 선거운동 공식 시작                                          |
| 5월 4일  | 지방 선거일 (이미 예정되어 있던 선거)                                           |
| 5월 11일 | 후보지명서 제출 마감시한 (오후 4시)                                             |
| 5월 11일 | 후보지명자 자료발행 마감시한 (오후 5시, 이의 제기될 경우 5월 12일 오후 4시까지) |
| 5월 11일 | 선관위원의 우편 투표봉지 배부 기한                                              |
| 5월 22일 | 유권자 등록 마지막날 (익명 유권자 제외)                                         |
| 5월 23일 | 우편투표/우편대리투표 신청 마감시한 (오후 5시)                                  |
| 5월 31일 | 대리투표 신청 및 익명 유권자 등록 마감시한 (오후 5시)                           |
| 6월 8일  | 투표일 (오전 7시부터 오후 10시까지 투표소 운영)                                 |

## 정당과 후보자
이번 총선에 출마하는 대부분의 후보는 특정 정당 소속으로, 영국 선거위원회의 정당 등록로 후보 등록을 마쳐야 한다. 소속 정당이 없는 것으로 등록된 후보는 '무소속'이나 아무런 분류명을 쓰지 않아도 된다. 아래 표에 게재된 정당은 2015년 총선에서의 선거 결과이다.

### 그레이트브리튼
하원에서 과반 지지를 받은 정당의 대표는 국왕의 요청으로 영국의 총리에 임명되어 정부를 수립하게 된다. 한편 정부 내각에 참여하지 못한 정당 중에서 가장 큰 정당은 야당 대표가 된다. 여당이 내각을 구성하는 동시에 야당도 예비 내각을 구성할 수 있다. 스코틀랜드 국민당과 플라이드 컴리의 대표는 국회의원이 아니지만 이들 정당이 지역당인 만큼, 각 지역별 의회에서는 의원으로 재직하고 있다. 또 이들 정당은 하원 내에 별도의 대표를 두고 있는데 스코틀랜드 국민당은 앵거스 로버트슨이, 플라이드 컴리는 하이웰 윌리엄스가 재직중이다.
| 정당/연합                                      | 정당/연합              | 정당 대표                     | 현 대표 취임 | 대표의 지역구           | 지난 선거 결과 | 지난 선거 결과 |
| 정당/연합                                      | 정당/연합              | 정당 대표                     | 현 대표 취임 | 대표의 지역구           | 득표율         | 의석수         |
| ---------------------------------------------- | ---------------------- | ----------------------------- | ------------ | ----------------------- | -------------- | -------------- |
|                                                | 보수당                 | 테리사 메이                   | 2016년 7월   | 메이든헤드              | 36.8%          | 330            |
|                                                | 노동당                 | 제러미 코빈                   | 2015년 9월   | 이즐링턴노스            | 30.4%          | 232            |
|                                                | 스코틀랜드 국민당      | 니콜라 스터전                 | 2014년 11월  | 없음                    | 4.7%           | 56             |
|                                                | 자유민주당             | 팀 패런                       | 2015년 7월   | 웨스트모어랜드 론즈데일 | 7.9%           | 8              |
|                                                | 플라이드 컴리          | 린 우드                       | 2012년 3월   | 없음                    | 0.6%           | 3              |
|                                                | 영국 독립당            | 폴 누털                       | 2016년 11월  | 없음                    | 12.7%          | 1              |
|                                                | 잉글랜드 웨일스 녹색당 | 캐롤라인 루카스 조너선 바틀리 | 2016년 9월   | 브라이턴파빌리온 없음   | 3.8%           | 1              |
| 그 외의 정당은 2017년 영국 총선 후보자를 참고. |                        |                               |              |                         |                |                |

보수당과 노동당은 1922년 이래 가장 큰 양대 정당으로, 1935년부터 역대 모든 총리를 배출해 왔다. 양당은 2015년 총선부터 당 대표를 교체하였다. 2005년부터 보수당 대표를, 2010년부터 영국 총리를 맡은 데이비드 캐머런은 2016년 7월 영국의 유럽연합 탈퇴 국민투표 결과에 따라 사임하였고, 그 뒤로 테리사 메이가 대표직을 물려받았다. 제러미 코빈은 2015년 9월 에드 밀리밴드의 뒤를 이어 노동당 대표와 야당 대표 자리에 올랐으며, 2016년 9월 대표 경선에서 재선에 성공했다.
자유민주당과 그 선임 정당은 영국 정치사에서 오랜 기간 동안 제3당의 지위를 유지하였으나, 2015년 총선에서 의석수가 8석으로 추락하면서, 지난 총선에 비해 49석이 줄은 동시에, 스코틀랜드 국민당보다 의석수가 크게 줄어들고 영국 독립당보다 득표수가 적은 참사를 겪었다. 닉 클레그 대표가 사임함에 따라 2015년 7월 팀 패런이 자민당 신임 대표로 취임하였다. 스코틀랜드 제1장관이기도 한 니콜라 스터전이 대표로 있는 스코틀랜드 국민당은 2015년 선거에서 스코틀랜드 지역구 59곳 중에서 56곳을 휩쓸었으나 스코틀랜드 이외 지역에서의 지지는 받지 못했다.
나이절 파라지가 대표로 있었던 영국 독립당은 2016년 브렉시트 직후 당대표가 다이앤 제임스로 교체되었다가 다시 폴 너털로 바뀌었다. 2015년 총선에서는 12.7%의 의미 있는 득표를 기록하였지만 더글라스 카스웰 의원만 당선되어, 원내 1석만 차지하게 되었다. 카스웰 의원 역시 2017년 3월부로 당을 떠나 무소속으로 있는 상태다. 녹색당은 2016년 내털리 베넷 대표의 뒤를 이어 캐롤라인 루카스와 조너선 바틀리의 공동 대표 체제를 출범시켰다.
이전 총선에 출마했던 정당 중에서 이번 총선에 참여하지 않는 정당들도 다수 있는데, 메뵨 커르노우, 브리튼 공산당, 스코틀랜드 사회당, 국민전선 등이 대표적이다.

### 북아일랜드
| 정당/연합                                      | 정당/연합         | 정당 대표       | 현 대표 취임 | 대표의 지역구 | 지난 선거 결과 | 지난 선거 결과 |
| 정당/연합                                      | 정당/연합         | 정당 대표       | 현 대표 취임 | 대표의 지역구 | 득표율         | 의석수         |
| ---------------------------------------------- | ----------------- | --------------- | ------------ | ------------- | -------------- | -------------- |
|                                                | 민주연합당        | 알린 포스터     | 2015년 12월  | 없음          | 25.7%          | 8              |
|                                                | 신 페인           | 게리 애덤스     | 1983년 11월  | 없음          | 24.5%          | 4              |
|                                                | 사회민주노동당    | 콜럼 이스트우드 | 2015년 11월  | 없음          | 13.9%          | 3              |
|                                                | 얼스터 연합당     | 로빈 스완       | 2017년 4월   | 없음          | 16.0%          | 2              |
|                                                | 북아일랜드 연합당 | 나오미 롱       | 2016년 10월  | 없음          | 8.6%           | 0              |
| 그 외의 정당은 2017년 영국 총선 후보자를 참고. |                   |                 |              |               |                |                |

북아일랜드는 그레이트브리튼 (잉글랜드-웨일스 지역)과는 별도의 정치 문화를 갖고 있다. 여기서는 민주연합당, 신 페인, 사회민주노동당, 얼스터 연합당이 이번 총선에 참여하며, 전부 지난 총선에서 의석을 획득하였다. 지난 총선에서 전 지역구에 출마해 8.6%의 득표율을 달성했으나 당선자는 내지 못한 북아일랜드 연합당도 이번 총선에 다시 참가한다. 신 페인은 지난번과 마찬가지로 선거에서 이기더라도 의석은 갖지 않는 무개입 정책을 취할 것으로 예상된다. 지난 총선과 비교했을 때 민통당, 사민당, 얼스터당, 연합당은 전부 신임 당대표로 이번 선거를 치른다. 보수당과 녹색당, 그리고 그 밖의 소수 정당들도 북아일랜드 선거에 참여한다. 지난 총선에서 북아일랜드 지역구에 10명의 후보자를 냈던 영국 독립당은 이번에는 북아일랜드 선거에 후보를 내지 않기로 결정했다.

### 후보자
이번 총선에서는 총 3,304명이 후보에 지명되었다. 지난 총선의 3,631명보다 감소한 규모이다. 보수당은 637곳, 노동당은 631곳 (협동조합당과 공동으로 출마한 50명 포함), 자유민주당은 629곳 선거구에 출마하였다. 영국 독립당은 377개 선거구에 출마하며, 지난 총선의 624개 선거구보다 크게 감소한 수치이다. 스코틀랜드 국민당은 59개 스코틀랜드 전 지역구에 출마하였으며 플라이드 컴리 역시 40개 웨일스 전 지역구에 출마하였다. 무소속 후보는 그레이트브리튼에서만 총 183명의 후보가 출마하며, 소수정당 중에서는 기독인연합 31명, 요크셔당 21석, 공식 몬스터 래이빙 루니당 12명, 브리튼 국민당 10명, 해적당 10석, 잉글랜드 민주당 7명, 여성평등당 7명, 사회민주당 6명, 국가보건당 5명, 노동자혁명당 5명에 나머지 79명은 이밖에 등록된 정당 46개 소속 후보로 출마한다.
웨일스에서는 총 213명의 후보가 나선다. 노동당, 보수당, 플라이드 컴리, 자유민주당이 전 40석 의석에 출마하며 영독당 32명, 녹색당 10명 후보도 출마한다. 스코틀랜드에서는 스코틀랜드 국민당, 보수당, 노동당, 자민당이 스코틀랜드 전 59개 의석에 출마하며 영독당은 10명, 녹색당은 불과 3명만 출마하였다.
북아일랜드 지역구에 출마한 후보자 수는 총 109명으로, 신페인, 사회민주노동당, 연합당은 18개 전 의석에 출마하였다. 민주연합당은 17곳에, 얼스터 연합당은 14곳에, 보수당과 녹색당은 각각 7곳에 출마했다. 이익보다는 국민 우선 연합과 노동당은 2곳에, 정통 연합주의자 목소리와 신당인 시민독립사회생각연합은 각각 한곳에 출마한다. 실비아 허먼을 비롯한 무소속 후보 네 명도 이번 총선에 출마한다.

#### 정당후보 공천 과정
이전 선거와는 달리 조기 선거의 빠듯한 일정 때문에 각 정당의 후보공천은 마감시한 5월 11일까지 불과 3주동안 초고속으로 진행해야 했다.
보수당의 경우 목표 지역구의 지역협회에게 당 본부가 목표 선거구의 지역협회 측에 신청서 없이 기존의 후보명단에서 세 후보를 뽑아서 택하도록 하는 권한을 부여했다. 목표 선거구가 아닌 곳의 후보는 바로 공천되었으며 현직 의원들은 자신의 지역당 모임에서 공천이 확정됐다. 노동당은 현직 의원들에게 재출마 의사를 확인하고, 의사를 밝힌 의원에게 자동으로 공천을 부여하도록 했다. 노동당은 당원들을 대상으로 남은 지역구에 대한 공천 신청서를 4월 23일까지 공고했다. 스코틀랜드와 웨일스 지역당에게 후보공천권을 분권시킨 노동당 전국상임위원회는 5월 3일, 실형을 선고받은 사이먼 댕크저크 의원의 지역구인 로치데일을 제외하고 모든 후보를 추천했다. 5월 7일 스티브 로더럼은 후보공천 5일을 앞두고 리버풀시티 지방 시장에 당선됨에 따라 자신의 지역구였던 리버풀월턴 의원직에서 물러난다고 밝혔다.
스코틀랜드 국민당은 4월 22일 현직 54인 의원이 재공천될 것이며 집행유예를 선고받은 내털리 맥게리와 미셸 톰슨은 국민당 후보로 지명되지 않을 것임을 확인했다. 이어 맥게리 의원과 톰슨 의원의 전직 지역구는 물론 2015년 총선에서 승리하지 못한 스코틀랜드 지역구 세 곳에도 후보를 공천하였다. 자유민주당은 이미 2016년에 326명 후보를 공천한 바 있으며 조기 선거가 확정되기 전인 2017년에 70명을 추가로 더 확정했다. 영국 독립당, 녹색당, 플라이드 컴리도 지역당원 모임을 거쳐 후보를 공천 확정했다.
북아일랜드의 정당들은 3월에 치러진 북아일랜드 총선으로 인해 후보를 미리 지명하지는 못했다. 4월 24일 민주연합당과의 논의에 앞서 얼스터 연합당은 현직 의원 두 명을 재공천하고 벨파스트노스, 벨파스트웨스트, 포일, 이 세 지역구에는 후보를 내지 않겠다고 밝혔다. 신 페인은 웨스트티론 지역구 후보로 팻 도허티 현 의원을 대신해 베리 매켈더프 북아일랜드 의원을 공천했다.

#### 유명인사 후보
하원 최다선 의원인 케네스 클라크는 2020년에 국회의원직을 물러날 예정이었으나, 2017년 총선에는 다시 출마하는 쪽을 택하였다. 에스더 맥베이 전 보수당 노동차관은 태튼 지역구에, 잭 골드스미스는 영국 의회 선거구 지역구에 보수당 후보로 지명되었다. 골드스미스의 경우 2010년부터 해당 지역구 의원으로 있다가 2016년 재보궐선거에서 무소속 후보로 나섰다가 낙선한 바 있다.
올해 초 스토크온트렌트센트럴 재보궐선거에서 재선에 성공한 영국독립당 대표 폴 너털은 이번 총선에서 보스턴 스키그니스에 출마하겠다고 밝혔다. 맨체스터센트럴 지역구의 옛 노동당 의원이었다가 2012년부터 그레이터맨체스터 경찰범죄위원장, 2015년부터 그레이터맨체스터 시장을 지낸 토니 로이드는 이번에는 로치데일 지역구 후보로 나섰다. 사이먼 댄크저크 전 노동당 의원은 후보 출마를 하지 못하는 징계를 받게 되자 탈당하고 무소속 후보로 출마했다.
연립내각 시절 장차관을 지냈다가 2015년 총선에서 낙선한 자민당 전 의원들도 옛 지역구에 다시 출마하겠다고 발표했다. 빈스 케이블 경은 트위크넘에, 에드 데이비 경은 킹스턴 서비턴에, 사이먼 휴즈는 버몬지 올드서더크에, 조 스윈슨은 이스트던바턴셔에 출마하였다. 브래드퍼드이스트 지역구 국회의원을 지냈던 데이비드 워드는 반유대주의 성향의 행보로 자민당 후보공천을 받지 못하고 무소속으로 출마했다.

### 선거 연대와 협약
총선에 앞서 모어 유나이티드와 오픈 브리튼과 같은 크라우드펀딩 단체가 결성되어, 비슷한 정치성향을 가진 후보를 모집해 선거에 출마시키고자 하였으며, '진보연합'이라는 이름의 선거 연대도 설립이 제안되었다. 애론 뱅크스 전 영국 독립당 후원자는 '애국연합' 운동을 제안하기도 했다. SNS상에서는 보수당을 집권당 자리에서 물러나도록 전략 투표를 하자는 주장도 제기되었다. 정부가 리스본 조약 제50조를 발동한 것에 대해 국가를 상대로 소송을 걸었던 지나 밀러는 친유럽연합 성향의 후보를 지원하기 위해 양당간 지지율이 팽팽한 선거구를 순회하는 계획을 세웠다고 밝히기도 했다.
조기 선거 발표 후 며칠 사이에 녹색당과 스코틀랜드 국민당은 보수당 과반정부를 막기 위해 노동당과 자유민주당에게 협력하겠다고 각자 약속했다. 팀 패런 자민당 대표는 서둘러 본인의 정당은 노동당과 선거 협약이나 연합을 맺는 방안에 반대할 것임을 재확인했다. 그는 코빈을 두고 "선거 때마다 치명적 (electorally toxic)"이라면서, 노동당이 브렉시트에 반대하는 데에 우려를 표한다고도 밝혔다. 4월 22일 자민당은 보수당이나 스코틀랜드 국민당과의 연합 협상도 배제하겠다는 뜻을 분명히 밝혔다. 노동당 역시 스코틀랜드 국민당, 자유민주당, 녹색당과의 선거 협약은 고려하지 않겠다고 밝혔다.
자민당, 녹색당, 영국 독립당은 전국적인 선거 대비에 나섰음에도 불구하고 모든 선거구마다 후보를 출마시키지는 않겠다고 밝혔다. 녹색당은 잉글랜드와 웨일스 지역의 22개 지역구에 후보를 내지 않기로 분명히 했는데, "진보 후보에게 보수당과 대항할 기회를 늘리기 위해서"였다. 이를테면 제러미 헌트 현 보건부장관이 의원으로 있는 사우스웨스트서리 지역구 선거에서는 전국건강행동당 후보에게 양보한 것이었다. 스코틀랜드 녹색당은 단 3곳에만 후보를 내었다. 자유민주당은 브라이턴파빌리온 지역구에 후보를 내지 않겠다는 데 동의했다. 영국 독립당은 브렉시트에 강력 찬성하는 보수당 의원들의 지역구에는 후보 지명을 하지 않겠다는 의사를 밝히고, 최종적으로 377명의 후보를 공천했다. 이를 두고 박빙인 지역구에서 보수당을 돕는 요인이 될 것이라는 분석도 있었다.
북아일랜드에서는 민주연합당과 얼스터 연합당 간에 논의가 있었다. 공식적인 협약을 맺는 대신에 민주통합당 측이 퍼매너 사우스티론 지역구에 후보를 내지 않고, 그 보답으로 얼스터 연합당은 네 선거구에 후보를 내지 않기로 했다. 신페인과 사회민주노동당, 녹색당 사이에 이뤄진 브렉시트 반대협약 관련 협의에서도 별다른 협약은 없었다. 녹색당은 두 당과의 거리가 너무 멀다는 평을 내렸고, 신 페인의 기권주의 정책은 비판을 받았으며, 사민노당은 협약이 이뤄질 가능성은 거의 없다고 인정했다. 5월 8일 사민노당은 일부 선거구에서 사민노당 후보를 내지 말아달라는 신페인 측의 요청을 거부했다.

## 선거 운동

### 배경
조기 선거 요청이 있기 전 재보궐선거에서 자유민주당이 보수당으로부터 리치몬드파크 지역구를 따내는데 성공했다. 이 지역은 2016년 유럽연합 탈퇴 국민투표에서 높은 비율의 잔류표가 나왔던 곳이기도 했다. 2016년 12월에는 보수당이 텃밭 지역구이기도 한 슬리퍼드 노스하이컴을 사수했다. 2017년 2월 23일 재보궐선거에서는 노동당이 스토크온트렌트를 얻은 대신에 코플랜드를 보수당에게 넘겨주고 말았는데, 이로서 보수당은 1982년 재보궐선거 이래 처음으로 집권당 의석이 늘은 사례를 기록하게 되었다.
조기 총선 발표는 3월 2일 북아일랜드 의회 선거 직후에 이뤄졌다. 민주연합당과 신 페인 간의 공동내각 협상이 결론을 맺는데 실패하면서, 북아일랜드는 또다시 총선을 치루거나 영국 정부의 직접통치를 받는 상황에 놓이게 되었다. 이를 결정하는 마감시한은 이후 6월 29일로 연장되었다.
5월 4일에는 잉글랜드, 스코틀랜드, 웨일스에서 지방선거가 열렸다. 결과는 보수당의 대승리, 노동당과 영국 독립당의 대참패였다. 특히 보수당은 전통적인 노동당 심장부였던 티스밸리와 웨스트미들랜즈 시장 선거에서 승리하였다. 한편 처음에 5월 4일로 예정되어 있었던 맨체스터 고튼 재보궐선거는 취소되고, 6월 8일 총선일에 나머지 전국의 모든 지역구와 공동으로 선거를 치르게 되었다
한편 5월 22일에는 맨체스터 아레나 폭탄 테러라는 참사가 발생해 모든 정당이 선거 운동을 일시 중단했다. 스코틀랜드 국민당은 총선 공약집 발표를 앞두고 있었으나 일정을 취소했다. 그로부터 며칠 후인 5월 25일에서야 선거 운동이 재개되었다. 하지만 얼마 지나지 않아 선거를 코앞에 둔 6월 4일, 런던 브리지 테러가 터지면서 각 정당이 다시 한번 선거운동을 중단했다. 다만 영국 독립당은 선거 운동을 계속했다. 잇따른 대형 테러 발생으로 총선일을 연기해 달라는 요구도 터져나왔으나, 정부는 해당 요청을 거부하고 기존 일정대로 진행하기로 결정하였다.

### 이슈

#### 브렉시트
영국의 유럽 연합 탈퇴, 즉 브렉시트는 이번 총선 선거운동의 핵심 현안이 될 것으로 예측되었다. 메이 총리는 브렉시트 협상의 안정적인 추진을 위해 과반 의석을 보장하려는 의도에서 조기 총선을 요청하였다고 밝힌 바 있다. 브렉시트에 앞장서는 당은 단연 영국 독립당으로, "깔끔하고 빠르고 효율적인 브렉시트"를 지지하고 있다. 누털 영독당 대표는 당 선거운동을 시작하면서 브렉시트는 "반쯤 끝난 일"이라면서 영독당 의원들은 "끝까지 지켜봐야 한다"고 외쳤다.
노동당은 지난 의회에서 브렉시트를 지지했지만, 협상에 있어 우선순위를 다르게 하자고 제안한 상태다 자유민주당과 녹색당은 영국이 유럽단일시장에 잔류하고 유럽연합과 영국 간에 세워진 협상안에 대해 2차 국민투표를 하자고 요구하고 있다.
보수당의 선거공약집에는 단일시장과 관세동맹에는 잔류하겠다고 약속하였으나, 포괄적인 자유 무역과 관세협약을 통한 "뿌리깊고 특별한 관계"를 추구하고 있다. 또 "우리가 분담금을 내어도 적정한" 일부 유럽연합 공동 프로그램에는 계속 참여하고, 다음 총선까지 유럽인권보호조약의 조인국으로 남으며, 브렉시트 협상 동안 인권법을 존치하도록 하겠다고 공약하였다. 의회는 영국 법으로 전환된 유럽연합 제정법을 개정 혹은 폐지하고, 최종 승인에 표결을 거치게 된다.

#### 안보
선거 운동 기간에 대규모 테러 공격이 두차례씩이나 벌어지면서 각당은 테러 사건을 예방할 최선책에 대해 논쟁을 벌였다. 두번째 테러 이후 메이 총리는 이슬람 극단주의 대응에 대한 전세계적인 공조와 테러단체의 인터넷 이용에 대응하는 데 중점을 두겠다고 밝혔다. 첫번째 테러 이후 노동당은 보수당 정권에서 이뤄진 경찰 규모 감축을 비판했다. 또한 코빈 노동당 대표는 맨체스터 테러가 영국의 외교정책과 연관이 있다고 밝혔다. 보수당은 경찰과 그외 기관을 대상으로 한 대테러 예산을 증액시키겠다고 발표했다.
옛 보수당 내각 전략부장을 지냈던 스티브 힐튼 교수는 테리사 메이 총리가 경찰 규모 축소와 허술한 안보로 테러를 자초했기에 "재선을 노리지 말고 사퇴해야 한다"고 말했다. 제러미 코빈 노동당 대표 역시 메이의 총리직 사퇴를 지지하되, 국민의 투표로 물러나야 한다고 말했다. 메이 총리는 자신이 대테러 경찰 예산을 유지해 왔고 오히려 코빈 대표가 대테러 제정법에 반대표를 던졌다며 반박했다.
보수당 공약집에서는 정부의 인터넷 검열과 규제를 더 늘리겠다고 공약했다. 인터넷 기업들로 하여금 종교극단주의와 성인물로의 접근을 차단하도록 하는 것이다. 테리사 메이 총리도 런던 테러 이후 인터넷 규제를 위한 국제 협약을 맺자고 요청했다. 이러한 보수당의 인터넷과 SNS 관련 정책은 팀 패런 자민당 대표, 오픈 라이츠 그룹, 그리고 급진주의를 연구한 석학들로부터 비판받았다. 특히 패런 대표는 보수당의 시각이 북한과 중국에서 하는 국가 검열과 감시에 다를 바가 없다고 말했다.
6월 6일, 메이 총리는 테러 유죄 판결을 받은 피의자는 가중 처벌하고, 위협을 행사하였으나 기소하기엔 증거가 마땅치 않은 경우에는 해당 폭력 용의자에 대해 거주이전의 자유를 제한하거나 국외추방 조치를 하겠다고 공약했다. 메이 총리는 필요하다면 인권법 역시 개정하겠다고 밝혔다.
트라이언트 미사일 시스템의 재가동을 비롯한 영국의 핵 억지력도 선거운동 기간의 주요 의제였다. 보수당과 자유민주당은 트라이언트 재개에 찬성했다. 노동당은 공약집을 통해 당 차원에서 트라이언트 재가동을 약속했지만, 코빈 대표는 재가동 찬성에 대해 입장 표명을 하지 않기로 했다. 또 총리가 되고 나서 영국에 핵위협이 임박해 오면 핵무기를 사용할 것인지에 대해서도 언급을 꺼렸다.

#### 스코틀랜드 독립
한편 스코틀랜드 독립 국민투표를 다시 한번 하자는 문제도 스코틀랜드 내부에서 선거 운동의 주요 의제로 삼았다. 2017년 3월 28일 스코틀랜드 의회는 2차 국민투표를 치루는 방안을 승인하면서, 영국의 EU 탈퇴 투표가 찬성으로 결론났기에 실패로 돌아갔던 2014년 독립 국민투표 때와 비교하면 "실질적인 변화"가 생겼다는 목소리를 내었다. 스코틀랜드 국민당은 브렉시트 일정이 가시화되고 영국이 EU를 떠나기 전에 2차 국민투표를 치르는 쪽을 원하고 있다. 반면 메이 총리는 브렉시트 협상이 마무리되기 전까지 정부는 스코틀랜드 독립 국민투표를 승인하지 않을 것이라고 밝혔다.

## 여론조사와 의석 예측
2015년 총선에서 각 여론조사 기관은 보수당 득표율을 과소평가하는 동시에, 노동당 득표율을 과대하게 잡는 실책을 저지르면서 선거 결과를 정확하게 예측하는데 실패하였다. 총선 이후 여론조사 기관마다 조사 방식의 변화를 주기 시작했고, 영국여론조사협회 보고서의 권고 역시 더 큰 개선으로 이어졌다.

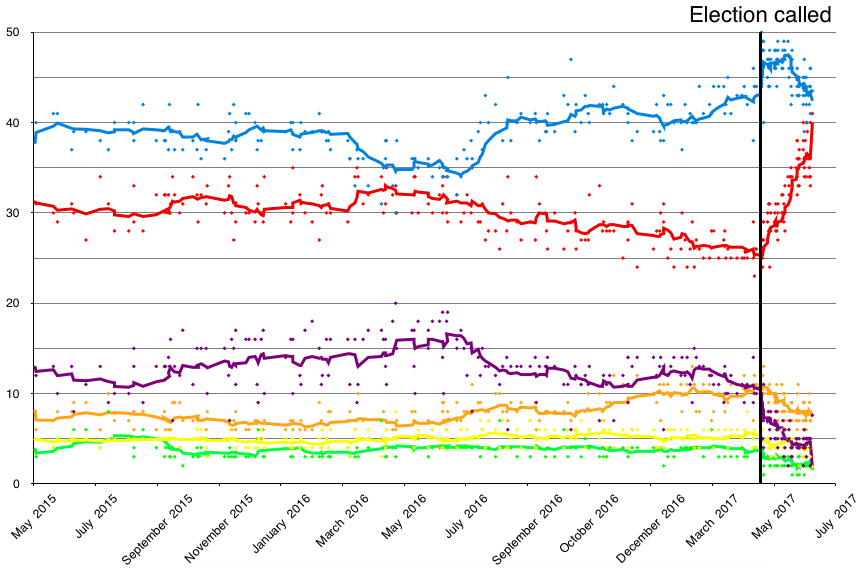
2017년 영국 총선의 여론조사. 2017년 6월 6일 오후 1시에 발표된 여론조사도 포함되어 있다. 지지율 평균치는 최근 열 번의 여론조사를 산출하였다.

2017년 선거에 대해서 여론조사 업체들은 테리사 메이의 보수당의 압승으로 끝날것으로 예측하였다. 정치 평론가들 또한 제러미 코빈의 민주사회주의노선이 노동당의 참패를 불러 일으킬것이라며 보수당의 승리를 확신시 하는 것으로 보였다. 여론조사를 통한 선거 예측에 따르면, 보수당은 평균 348석을 얻고, 노동당은 224석으로 패배할 것으로 추측되었다.이중 단 한곳만이 실제 선거 결과와 유사한 예측을 하였다.

### 출구조사
투표 마감시한인 오후 10시, BBC, ITV, 스카이 뉴스의 방송3사가 NOP와 입소스 모리의 공동 집계 출구조사를 발표했는데, 그 결과는 매우 놀라웠다. 보수당이 제1당 지위를 유지하나 과반 의석에는 못 미치는 것으로 드러났다.또한 기존의 예측과는 다르게 노동당이 30석 이상의 의석을 더 확보한 것으로 나타났다.
| 정당 | 정당              | 의석수 | 변동 |
| ---- | ----------------- | ------ | ---- |
|      | 보수당            | 314    | 16   |
|      | 노동당            | 266    | 34   |
|      | 스코틀랜드 국민당 | 34     | 22   |
|      | 자유민주당        | 14     | 6    |
|      | 플라이드 컴리     | 3      | 보합 |
|      | 녹색당            | 1      | 보합 |
|      | 영국 독립당       | 0      | 보합 |
|      | 기타              | 18     |      |

## 결과
| 317    | 10         | 262    | 35                | 12         | 14   |
| 보수당 | 민주연합당 | 노동당 | 스코틀랜드 국민당 | 자유민주당 | 기타 |

개표 결과 과반을 차지한 정당이 없는 헝 의회로, 대체로 출구조사 결과와 유사하게 나타났다.
선거 초반 압승을 노렸던 보수당은 317석에 그치며, 9석 차이로 과반 의석수 326석 확보에 실패했다. 득표율로도 2위인 노동당보다 불과 2.4% 우위를 점하면서 가까쓰로 승리하였다. 이번 총선에서 새로 얻은 의석은 총 32석으로, 이중 12석이 스코틀랜드 국민당이 차지하던 스코틀랜드 지역구였다. 특히 앨릭스 샐먼드 전 SNP 당수의 지역구도 가져가는 선전을 거두었다. 노동당으로부터 뺴앗은 의석은 6석, 자민당 의석은 1석이며 영국 독립당의 유일한 의석이었던 클랙턴도 탈환하는데 성공하였다.
노동당의 경우 이전보다 32석이 늘어난 262석을 얻으며 제2당으로서의 자리를 굳건히 했다. 과반까지 남은 의석수는 64석 정도이며, 득표율로는 보수당에 2.4% 뒤졌다. 이번 총선에서 노동당이 새로 얻은 의석은 총 35석으로 대부분 잉글랜드의 보수당 지역구 (27석)이었다. 스코틀랜드 국민당 지역구 6석과 닉 클레그 전 자유민주당 당수의 지역구를 뺏어가며 낙마시켰다.
지난 총선에서 두석을 제외한 스코틀랜드 전 지역구를 싹쓸이해 원내 제3당 자리에 올랐던 스코틀랜드 국민당의 경우, 이번 총선에서는 참패를 맛보았다. 보수당이 선거운동 전략으로 2차국민투표 반대를 내세운 것이 유효했다는 분석이다. 지난 총선에서 최다표차로 승리한 지역구 상위 10곳 중 9곳이 모두 스코틀랜드 국민당의 지역구였는데, 이번 총선에서는 아홉 곳 모두 보수당과 노동당에게 돌아가게 되었다. 앨릭스 샐먼드 전 대표 및 현 원내대표 역시 낙마했다.
자유민주당은 3석이 늘어나면서 희미한 선전을 거두었다. 닉 클레그 전 영국 부총리 및 대표가 낙마하였으나, 빈스 케이블, 조 스윈슨을 비롯한 옛 자민-보수 연립내각 시절 장관들이 다시 의회에 입성하게 되었다. 영국 독립당은 브렉시트 찬성 표심이 전부 보수당에게 돌아가면서 전체 득표율 11위로 추락, 유일한 지역구였던 클랙턴 역시 보수당에게 빼앗기며 원외 소수정당으로 전락했다. 녹색당 유일의 국회의원이자 브라이턴파빌리온 지역구 의원인 캐롤라인 루커스는 재선에 성공하였지만 녹색당 전체 득표율은 이전보다 줄어들었다. 플라이드 컴리는 자민당의 유일한 웨일스 지역구였던 세레디온을 가져와 한 석을 추가했다.
한편 북아일랜드 정당의 경우, 민주연합당과 신 페인이 각각 의석수 10석, 7석을 얻으며 북아일랜드의 모든 지역구를 휩쓸었다. 이전에 각각 3석, 2석씩 차지했던 사회민주노동당과 얼스터 연합당은 지역구를 모두 두 당에게 넘겨주면서 원외정당이 되었다. 무소속으로 출마한 실비아 허먼 여사는 다시 한번 당선에 성공했다.
극우성향의 영국 독립당은 2015년 12%에 달했던 지지율이 1%대로 떨어지며 참혹한 패배를 맛봤다. 기존의 1석도 잃어 완전히 원외정당으로 전락하게 되었다.

### 원내 진입 정당

2017년 영국 총선 결과도

<div style="border:solid transparent;background-color: initial;position:absolute;width:100px;line-height:0;
<div style="border:solid transparent;background-color: initial;position:absolute;width:100px;line-height:0;
<div style="border:solid transparent;background-color: initial;position:absolute;width:100px;line-height:0;
전 의석의 정당별 비율
정당별 총 득표율
| 정당              | 정당 | 대표          | 의원수 | 의원수 | 의원수    | 득표수     | 득표수 | 득표수 |
| 정당              | 정당 | 대표          |        | 총합   | 비율      |            | 총합   | 비율   |
| ----------------- | ---- | ------------- | ------ | ------ | --------- | ---------- | ------ | ------ |
| 보수당            |      | 테리사 메이   | 318    | 49.1%  | 317 / 650 | 13,650,900 | 42.4%  |        |
| 노동당            |      | 제러미 코빈   | 261    | 40.4%  | 262 / 650 | 9,347,324  | 40.0%  |        |
| 스코틀랜드 국민당 |      | 니컬라 스터전 | 35     | 5.4%   | 35 / 650  | 977,569    | 3.0%   |        |
| 자유민주당        |      | 팀 패런       | 12     | 1.9%   | 12 / 650  | 2,368,048  | 7.4%   |        |
| 민주연합당        |      | 알린 포스터   | 10     | 1.5%   | 10 / 650  | 292,316    | 0.9%   |        |
| 신 페인           |      | 미셸 오닐     | 7      | 1.1%   | 7 / 650   | 238,915    | 0.7%   |        |
| 플라이드 컴리     |      | 린 우드       | 4      | 0.6%   | 4 / 650   | 164,466    | 0.5%   |        |
| 녹색당            |      | 내털리 베넷   | 1      | 0.2%   | 1 / 650   | 524,604    | 1.6%   |        |
| 의장              |      | 존 버코       | 1      | 0.2%   | 1 / 650   | 34,299     | 0.1%   |        |
| 무소속            |      | 실비아 허먼   | 1      | 0.2%   | 1 / 650   | 16,148     | 0.05%  |        |